# Siphonicytara symetrica
Siphonicytara symetrica är en mossdjursart som beskrevs av David och Pouyet 1986. Siphonicytara symetrica ingår i släktet Siphonicytara och familjen Siphonicytaridae. Inga underarter finns listade i Catalogue of Life.